# Shunya Suganuma
Shunya Suganuma (født 17. maj 1990) er en japansk fodboldspiller, som spiller for den japanske fodboldklub Gamba Osaka.